# HMS Cosby (K559)
HMS Cosby (K559) là một tàu frigate lớp Captain của Hải quân Hoàng gia Anh hoạt động trong Chiến tranh Thế giới thứ hai. Nó nguyên được Hoa Kỳ chế tạo như chiếc USS Reeves (DE-94), một tàu hộ tống khu trục lớp Buckley, và chuyển giao cho Anh Quốc theo Chương trình Cho thuê-Cho mượn (Lend-Lease). Tên nó được đặt theo Phó đô đốc Phillips Cosby (1729–1808), hạm trưởng chiếc HMS Robust (1764) và đã từng tham gia các cuộc Chiến tranh Bảy Năm và Chiến tranh Độc lập Hoa Kỳ. Nó đã phục vụ cho đến khi chiến tranh kết thúc tại Châu Âu, hoàn trả cho Hoa Kỳ năm 1946, và cuối cùng bị bán để tháo dỡ vào năm 1946.

## Thiết kế và chế tạo
Buckley là một trong số sáu lớp tàu hộ tống khu trục được Hải quân Hoa Kỳ chế tạo nhằm đáp ứng nhu cầu hộ tống vận tải trong Thế Chiến II, sau khi Hoa Kỳ chính thức tham chiến vào cuối năm 1941. Chúng hầu như tương tự nhau, chỉ với những khác biệt về hệ thống động lực và vũ khí trang bị. Động cơ của phân lớp Backley bao gồm hai turbine hơi nước General Electric để dẫn động hai máy phát điện vận hành hai trục chân vịt, và dàn vũ khí chính bao gồm 3 khẩu pháo pháo 3 in (76 mm)/50 cal.
Những chiếc phân lớp Buckley (TE) có chiều dài ở mực nước 300 ft (91 m) và chiều dài chung 306 ft (93 m); mạn tàu rộng 37 ft 1 in (11,30 m) và độ sâu mớn nước khi đầy tải là 11 ft 3 in (3,43 m). Chúng có trọng lượng choán nước tiêu chuẩn 1.430 tấn Anh (1.450 t); và lên đến 1.823 tấn Anh (1.852 t) khi đầy tải. Hệ thống động lực bao gồm hai nồi hơi và hai turbine hơi nước General Electric công suất 13.500 mã lực (10.100 kW), dẫn động hai máy phát điện công suất 9.200 kilôwatt (12.300 hp) để vận hành hai trục chân vịt;  công suất 12.000 hp (8.900 kW) cho phép đạt được tốc độ tối đa 23 kn (26 mph; 43 km/h). Con tàu mang theo 359 tấn Anh (365 t) dầu đốt, cho phép di chuyển đến 6.000 nmi (6.900 mi; 11.000 km) ở vận tốc đường trường 12 kn (14 mph; 22 km/h).
Vũ khí trang bị bao gồm pháo 3 in (76 mm)/50 cal trên ba tháp pháo nòng đơn đa dụng (có thể đối hạm hoặc phòng không), gồm hai khẩu phía mũi và một khẩu phía đuôi. Vũ khí phòng không tầm gần bao gồm hai pháo Bofors 40 mm và tám pháo phòng không Oerlikon 20 mm. Con tàu có ba ống phóng ngư lôi Mark 15 21 inch (533 mm). Vũ khí chống ngầm bao gồm một dàn súng cối chống tàu ngầm Hedgehog Mk. 10 (có 24 nòng và mang theo 144 quả đạn); hai đường ray Mk. 9 và bốn máy phóng K3 Mk. 6 để thả mìn sâu. Thủy thủ đoàn đầy đủ bao gồm 200 sĩ quan và thủy thủ.
Cosby được đặt lườn như là chiếc Reeves (DE-94) tại xưởng tàu của hãng Bethlehem-Hingham Steel Shipyard ở Hingham, Massachusetts vào ngày 11 tháng 8, 1943 và được hạ thủy vào ngày 20 tháng 10, 1943. Con tàu được chuyển giao cho Anh Quốc và nhập biên chế cùng Hải quân Anh như là chiếc HMS Cosby (K559) vào ngày 20 tháng 12, 1943 dưới quyền chỉ huy của Hạm trưởng, Thiếu tá Hải quân Richard Sinclair Connell.

## Lịch sử hoạt động
Cosby đã phục vụ dưới quyền Bộ chỉ huy Nore trong gần suốt cuộc chiến tranh khi tham gia hộ tống vận tải ven biển và hoạt động tại eo biển Manche và Bắc Hải. Nó cùng các tàu frigate chị em Cubitt (K512) và Rutherford (K558) được cho đặt căn cứ tại Harwich.
Cho dù không tham dự trực tiếp vào cuộc đổ bộ Normandy, một số tàu frigate dưới quyền Bộ chỉ huy Nore đã hộ tống các tàu chở quân vận chuyển lực lượng tăng viện đi sang các bãi đổ bộ, trong khi những chiếc khác hoạt động càn quét các bãi  đổ bộ tại khu vực Arromanches-les-Bains. Sau khi chiếm được các cảng dọc eo biển Manche và mặt trận đã được đẩy lui đến tận Hà Lan, Cosby cùng với Holmes (K581) giờ đây đảm trách hộ tống các đoàn tàu vận tải vượt Đại Tây Dương trong chặng cuối tại eo biển Manche, từ khoảng kinh độ 10 Tây đến các cảng Tây Âu.
Đến tháng 4, 1945, Cosby cùng với Holmes được điều sang Chi hạm đội Devonport. Cho dù chiến tranh đã sắp kết thúc, hoạt động của tàu phóng lôi E-boat đối phương vẫn rất tích cực. Sau khi xung đột kết thúc tại châu Âu, nó tham gia vào Chiến dịch Deadlight nhằm đánh chìm những tàu ngầm U-boat Đức đã đầu hàng cùng lực lượng Đồng Minh. Nó cùng tàu chị em Cubitt lên đường để quay lại Hoa Kỳ.
Cosby được chính thức hoàn trả cho Hoa Kỳ vào ngày 5 tháng 1, 1946 hoặc 4 tháng 3, 1946, nhằm giảm bớt chi phí mà Anh phải trả cho Hoa Kỳ trong Chương trình Cho thuê-Cho mượn (Lend-Lease). Do dư thừa so với nhu cầu về tàu chiến sau khi chiến tranh đã chấm dứt, nó được rút tên khỏi danh sách Đăng bạ Hải quân Hoa Kỳ vào ngày 13 tháng 11, 1946, và bị bán để tháo dỡ vào ngày 5 tháng 11, 1946.